# Behörde für Wirtschaft, Arbeit und Innovation

BWI, Alter Steinweg 4

Die Hamburger Behörde für Wirtschaft, Arbeit und Innovation (BWAI) ist eine von elf Fachbehörden des Senats der Freien und Hansestadt Hamburg und zuständig für die Wirtschaftspolitik sowie die Innovationsförderung in der Hansestadt. Bis zur Schaffung einer eigenständigen Verkehrsbehörde im Juni 2020 war sie auch für die Verkehrspolitik verantwortlich. Die Behörde hat ihren Sitz am Alten Steinweg 4 / Wexstraße 7 in Hamburg-Neustadt.
Wirtschaftssenatorin und Präses der Behörde ist seit dem 15. Dezember 2022 Melanie Leonhard (SPD). Alleiniger Staatsrat ist seit Juni 2020 Andreas Rieckhof (SPD), der bereits von 2011 bis 2020 in der Behörde als Staatsrat für Verkehr fungierte.

## Geschichte
Die Wurzeln der heutigen Behörde liegen in der 1623 gegründeten Admiralität, die aus Vertretern des Rates, der Kaufmannschaft und der Schifferleute bestand. Sie war nicht nur für den militärischen Schutz der Schifffahrt verantwortlich, sondern auch für das Lotsenwesen auf der Unterelbe und die Instandhaltung von Leuchtfeuern und Schifffahrtszeichen. Außerdem war das Kollegium zugleich Hafenpolizei und oberste richterliche Instanz bei Streitfällen im Hafen, bezüglich der Schifffahrt und des Seehandels.
Während der Franzosenzeit wurde die Admiralität aufgelöst und ihre Aufgaben 1814 auf die neugebildete Schifffahrts- und Hafendeputation übertragen. Diese ging 1863 in der Deputation für Handel, Schifffahrt und Gewerbe auf, aus der nach 1945 wiederum die heutige Wirtschaftsbehörde hervorging.
Nach 1945 änderte sich der genaue Ressortzuschnitt der Behörde mehrfach. So gehörte in den Senaten von Beust II, III und Ahlhaus das Arbeitsressort zeitweise zur Wirtschaftsbehörde, die lange auch für die Verkehrspolitik der Hansestadt zuständig war. Von 2011 bis 2020 bestand die Behörde zuletzt mit den Zuständigkeiten für Wirtschaft, Verkehr und Innovation. 2020 wurde im Zuge der Fortführung der rot-grünen Koalition nach der Bürgerschaftswahl im Senat Tschentscher II eine neue, eigenständige Behörde für Verkehr und Mobilitätswende geschaffen, wodurch die Wirtschaftsbehörde die Zuständigkeit für diesen Themenbereich verlor. Sie verantwortet jedoch weiterhin die Zuständigkeit für den Hafen, den Flughafen sowie die Planfeststellung. 2025 erhielt sie zudem die Zuständigkeit für die Arbeitsmarktpolitik.

## Organisation
Die Behörde gliedert sich in vier (bis Juni 2020 mit Verkehr: fünf) Ämter (vergleichbar mit Abteilungen in anderen Ministerien) sowie einen Stabsbereich:
- Amt Z: Zentralverwaltung
- Amt W: Wirtschaftsförderung, Außenwirtschaft
- Amt I: Innovations- und Strukturpolitik, Mittelstand, Hafen
- Amt R: Rechtsamt
- Stabsbereich SB: Norddeutsche Zusammenarbeit, Marketing, Tourismus

Zum Geschäftsbereich der BWI gehören außerdem:
- Landesbetrieb Großmarkt Obst, Gemüse und Blumen
- Hamburg Port Authority (ehemals Amt für Strom- und Hafenbau)
- Luftaufsicht am Flughafen Hamburg
- Revierförsterei Alt-Erfrade
- Pflanzengesundheitskontrolle
- Pflanzenschutzdienst